# Orthomnion noguchii
Orthomnion noguchii là một loài Rêu trong họ Mniaceae. Loài này được T.J. Kop. mô tả khoa học đầu tiên năm 1980.